# 161207 Lidz
161207 Lidz este un asteroid din centura principală de asteroizi.

## Descriere
161207 Lidz este un asteroid din centura principală de asteroizi. A fost descoperit pe 4 octombrie 2002 la Apache Point Observatory în cadrul programului Sloan Digital Sky Survey. Asteroidul prezintă o orbită caracterizată de o semiaxă mare de 3,17 ua, o excentricitate de 0,16 și o înclinație de 6,7° în raport cu ecliptica.